# Materijal
Materijal je čvrsta materija koja ima masu i zauzima prostor. Materijali su čvrste materije od kojih su izrađeni razni proizvodi. Razumevanje načina ponašanja materija pod datim uslovima, te zašto imaju međusobno različita svojstva, moguće je samo uz pomoć razumevanja atomske građe materije i prihvatanja kvantne mehanike, koja je definisala atome i čvrsta tela početkom tridesetih godina 20. veka. Te su spoznaje omogućile odgovore na mnoga pitanja, pa i ona kako se mogu promeniti svojstva materijala, kako se mogu dobili bolji i jeftiniji proizvodi, ili kako se novouočena svojstva materijala mogu korisno upotrebiti, tj. pronaći nova područja primene.

## Podela materijala
Materijali se mogu podeliti prema poreklu, vrsti, građi, svojstvima, primeni itd.

### Podela materijala prema poreklu
Prema poreklu materijali se mogu podeliti na:
- Prirodni materijali:

- metal,
- kamen,
- glina,
- drvo,
- vuna,
- svila,
- koža,
- krzno,
- pamuk, itd.

- Veštački ili sintetički materijali:

- legura metala,
- polimer,
- poluprovodnik,
- superprovodnik,
- tehnička keramika,
- kompozit itd.

## Vrste materijala

### Metali i legure
Metalni materijali i legure su neorganske materije sastavljene od atoma hemijskih elemenata po karakteru metala povezanih međusobno metalnom vezom. Većina hemijskih elemenata u periodnom sistemu su metali. Primer legura su mesing (legura bakra i cinka) i čelik (legura željeza i ugljenika). Najviše ima legura kojima je osnovni element gvožđe.
Osnovna svojstva metala su:
- kristalna struktura,
- dobra električna i toplotna provodljivost,
- čvrstoća i žilavost,
- metalni sjaj.

### Polimeri
Polimeri su veliki molekuli sastavljeni od delova koji se ponavljaju (monomera) povezanih u dugačke lance. Iako se pojam polimer često koristi kao sinonim za plastiku, u polimere se u hemiji ubraja veliki broj prirodnih i veštačkih materijala s različitim svojstvima i namenama. Najčešće se sastoje iz lanaca atoma ugljika, na kojima su vezani atomi vodonika, kiseonika, azota, sumpora, hlora, itd.
Svojstva polimera su:
- struktura velikog molekula (makromolekula); lanci uglavnom u nesređenom poretku,
- slaba električna provodnost (tipični su izolatori),
- slaba toplotna provodnost,
- mehanička svojstva su im različita i zavise od hemijskog sastava i strukture,
- neotporni su na visokim temperaturama,
- uglavnom su otporni na uticaj različitih hemikalija.

### Keramički materijali
Keramički materijali su neorganski materijali kristalne građe (stakla su amorfne građe), sastavljeni od atoma metalnih i nemetalnih hemijskih elemenata, koji su međusobno spojeni uglavnom hemijskim vezama (kovalentnim i/ili jonskim vezama). Osnovne karakteristike tih materijala su:
- kristalna ili amorfna (staklasta) građa,
- tvrdi su i krti,
- slabo provode toplotu,
- uglavnom su izolatori,
- imaju dobra mehanička svojstva na visokoj temperaturi.

### Kompozitni materijali
Kompoziti su materijali sastavljeni iz drugih, već gotovih materijala, uglavnom kao njihova mešavina, kako bi zajedno imali nova svojstva, tj. ona svojstva koja svaki materijal sam ne bi imao. Sastavljeni su iz najmanje dva materijala (komponente), jedna je komponenta osnovni materijal, a druga je komponenta materijal za očvršćivanje (npr. vlakna ili čestice).

### Poluprovodnici
Poluprovodnik (engl. semiconductor) je materijal koji ima električnu provodljivost u rasponu između izolatora i provodnika. Poluprovodnik postaje izolator na vrlo niskim temperaturama, a na sobnoj temperaturi postaje električno provodan, iako je ta provodnost znatno manja nego što je provodnost punog provodnika. Najčešće korišteni poluprovodnički materijali su silicijum, germanijum, galijum arsenid i indijum fosfid.

### Biomaterijali
Biomaterijali se primenjuju u komponentama koje se ugrađuju u ljudsko telo, zbog zamene ozleđenog ili bolesnog dela tela (npr. veštački kuk). Sve navedene vrste materijala: metali, keramike, polimeri, kompoziti i poluprovodnici mogu se koristiti kao biomaterijali. Ti materijali moraju biti netoksični, ne smeju da korodiraju, niti na drugi način da reaguju s okolnim tkivom.

## Literatura
- Feynman, Richard; Leighton, Robert; Sands, Matthew (1964). The Feynman Lectures on Physics, Vol. 3. California Institute of Technology. ISBN 978-0-201-50064-6. Архивирано из оригинала 26. 11. 2018. г. Приступљено 23. 02. 2018.
- Young, Hugh D.; Freedman, Roger A. (2003). University Physics (11th изд.). ISBN 978-0-8053-8684-4.
- Kittel, Charles (1996). Introduction to Solid State Physics (7. изд.). New York: Wiley. ISBN 978-0-471-11181-8.
- Schwaigerer, H. J.; Sailer; Glaser; Meyer (2002). Strom eiskalt serviert: Supraleitfähigkeit. Chemie in unserer Zeit. 36 (2. изд.). стр. 108—124. doi:10.1002/1521-3781(200204)36:2&#60;108::AID-CIUZ108&#62;3.0.CO;2-Y.
- Callandine, Anthony (1993). „Lombe's Mill: An Exercise in reconstruction”. Industrial Archaeology Review. Maney Publishing. XVI (1). ISSN 0309-0728.
- Rayner, Hollins (1903). Silk throwing and waste silk spinning. Scott, Greenwood, Van Nostrand.
- Jones, Robert M. (1999). Mechanics of Composite Materials (2nd изд.). Taylor & Francis. ISBN 9781560327127.
- Kaw, Autar K. (2005). Mechanics of Composite Materials (2nd изд.). CRC. ISBN 978-0-8493-1343-1.
- Matthews, F.L.; Rawlings, R.D. (1999). Composite Materials: Engineering and Science. Boca Raton: CRC Press. ISBN 978-0-8493-0621-1.
- Lillian Hoddeson; Michael Riordan, ур. (1997). The Rise of the Standard Model. Cambridge University Press. ISBN 978-0-521-57816-5.
- Timothy Paul Smith (2004). „The search for quarks in ordinary matter”. Hidden Worlds. Princeton University Press. ISBN 978-0-691-05773-6.
- Harald Fritzsch (2005). Elementary Particles: Building blocks of matter. World Scientific. стр. 1. Bibcode:2005epbb.book.....F. ISBN 978-981-256-141-1.
- Bertrand Russell (1992). „The philosophy of matter”. A Critical Exposition of the Philosophy of Leibniz (Reprint of 1937 2nd изд.). Routledge. стр. 88. ISBN 978-0-415-08296-9.
- Stephen Toulmin and June Goodfield, The Architecture of Matter (Chicago: University of Chicago Press, 1962).
- Richard J. Connell, Matter and Becoming (Chicago: The Priory Press, 1966).
- Ernan McMullin, The Concept of Matter in Greek and Medieval Philosophy (Notre Dame, Indiana: University of Notre Dame Press, 1965).
- Ernan McMullin, The Concept of Matter in Modern Philosophy (Notre Dame, Indiana: University of Notre Dame Press, 1978).
- B. Povh; K. Rith; C. Scholz; F. Zetsche; M. Lavelle (2004). „Fundamental constituents of matter”. Particles and Nuclei: An Introduction to the Physical Concepts (4th изд.). Springer. ISBN 978-3-540-20168-7.
- P.M. Chaikin; T.C. Lubensky (2000). Principles of Condensed Matter Physics. Cambridge University Press. стр. xvii. ISBN 978-0-521-79450-3.
- W. Greiner (2003).  W. Greiner; M.G. Itkis; G. Reinhardt; M.C. Güçlü, ур. Structure and Dynamics of Elementary Matter. Springer. стр. xii. ISBN 978-1-4020-2445-0.
- P. Sukys (1999). Lifting the Scientific Veil: Science Appreciation for the Nonscientist. Rowman & Littlefield. стр. 87. ISBN 978-0-8476-9600-0.
- M. Jibu; K. Yasue (1995). Quantum Brain Dynamics and Consciousness. John Benjamins Publishing Company. стр. 62. ISBN 978-1-55619-183-1.
- B. Martin (2009). Nuclear and Particle Physics (2nd изд.). John Wiley & Sons. стр. 125. ISBN 978-0-470-74275-4.
- K.W. Plaxco; M. Gross (2006). Astrobiology: A Brief Introduction. Johns Hopkins University Press. стр. 23. ISBN 978-0-8018-8367-5.
- P.A. Tipler; R.A. Llewellyn (2002). Modern Physics. Macmillan. стр. 89—91, 94—95. ISBN 978-0-7167-4345-3.
- P. Schmüser; H. Spitzer (2002). „Particles”.  Ур.: L. Bergmann;  . Constituents of Matter: Atoms, Molecules, Nuclei. CRC Press. стр. 773 ff. ISBN 978-0-8493-1202-1.

## Spoljašnje veze
- Composites Design and Manufacturing HUB
- OptiDAT composite material database Архивирано на веб-сајту  (4. новембар 2013)
- Visionlearning Module on Matter Архивирано на веб-сајту  (2. јун 2013)
- Matter in the universe How much Matter is in the Universe?
- Matter and Energy: A False Dichotomy